# Моя дружина прекрасна (фільм)
«Моя дружина прекрасна» — французький кінофільм з Луї де Фюнесом.

## Сюжет
Скульптор Раймон Корбьє без пам'яті кохає свою дружину Сильвію. Саме тому він хворобливо ревнивий і підозрює дружину в зраді з музикантом Франсісом Жерменом. Щоби переконатися в цьому, Раймон робить вигляд, що закоханий в Маргариту, дружину свого найкращого друга дантиста Гастона Рівала. Після багатьох комічних ситуацій на гірськолижній базі подружжя нарешті переконується в своєму коханні один до одного.

## Цікаві факти
- Луї де Фюнес виконує невелику роль туриста-лижника.